# كوسيما فاغنر
كوسيما فاغنر (و. 1837 – 1930 م) هي ملحنة، وكاتِبة، ومخرجة ألمانية، كانت عضوةً في حزب الوطن الأم الألماني، كانت عضوةً في رابطة المتشددين للثقافة الألمانية، توفيت في بايرويت، عن عمر يناهز 93 عاماً.